# Maya Sar
Maya Sar (* 12. Juli 1981 in Tuzla; eigentlich Maja Sarihodžić), auch MayaSar, ist eine bosnische Sängerin und Songwriterin. Sie vertrat ihr Heimatland beim Eurovision Song Contest 2012 in Baku.

## Biografie
Maya Sar besuchte die Musikakademie in Sarajevo, die sie im Fach Klavierspiel abschloss. Die folgenden Jahre trat sie als Backgroundsängerin in Erscheinung und arbeitete u. a. mit Künstlern wie Tony Cetinski, Jacques Houdek, Emina Jahović, Hanka Paldum oder Igor Vukojević zusammen. 2004 unterstützte Sar im Backing Vocal ihren Landsmann Deen, der mit dem englischsprachigen Titel In the Disco im Finale des Eurovision Song Contest (ESC) in Istanbul einen neunten Platz belegte. Mehrere Jahre gehörte Sar der Band von Dino Merlin an. 2011 begleitete sie als Klavierspielerin und Sängerin Merlins englisch-bosnisches Lied Love in Rewind. Beim Eurovision Song Contest in Düsseldorf erreichte der Beitrag den sechsten Platz im Finale.
Als Solokünstlerin machte Sar im März 2010 in Bosnien und Herzegowina auf sich aufmerksam, als sie die Ballade Nespretno (dt.: „Ungeschickt“) veröffentlichte. Ebenfalls rief sie mit Moj je život moja pjesma (dt.: „Mein Leben ist mein Lied“) eine Aktion zum Kampf gegen Gebärmutterhalskrebs ins Leben, für die sie den gleichnamigen Song schrieb und gemeinsam mit der Serbin Aleksandra Radović, der Kroatin Nina Badrić und der Mazedonierin Karolina Gočeva interpretierte. Dies brachte ihr eine Auszeichnung der International League of Humanists (ILH) ein. Weiterhin nahm sie die Musik für die bosnischen Filmproduktionen Sasvim lično von Nedžad Begović und Go West von Ahmeda Imamović (beide 2005) auf.
Mitte Dezember 2011 wurde Maya Sar vom nationalen Fernsehsender BHRT intern bestimmt, Bosnien und Herzegowina beim Eurovision Song Contest 2012 im aserbaidschanischen Baku zu vertreten. Ihren ESC-Beitrag Korake ti znam schrieb Sar selbst, während ihr Ehemann Mahir Sarihodžić und der italienische Komponist Adriano Pennino sich um das Arrangement kümmerten. Die Ballade wurde in Penninos Tonstudio in Rom mit dem Orchestra Roma Sinfonietta aufgenommen und am 15. März in Sarajevo der Öffentlichkeit vorgestellt. Am 24. Mai 2012 trat Maya Sar mit Korake ti znam im zweiten Halbfinale des Eurovision Song Contest auf und qualifizierte sich für das zwei Tage später stattfindende Finale, wo sie den 18. Platz belegte.
2013 erschien ihr Debütalbum Krive Riječi.
Maya Sar ist mit dem Musikproduzenten Mahir Sarihodžić verheiratet. Beide betreiben in Sarajevo das gemeinsame Tonstudio Long Play.

## Diskografie
Singles
- 2010: Nespretno